# The D.O.C.
The D.O.C., pseudonimo di Tracy Lynn Curry (Dallas, 10 giugno 1968), è un rapper statunitense.

## Biografia
Nato nella città texana si è poi spostato dapprima a West Dallas, poi a Compton, in California, per diventare parte del gruppo N.W.A Precedentemente il suo trasferimento a Compton, è stato membro della Fila Fresh Crew.
The D.O.C. è stato uno dei rapper più promettenti di fine anni 1980, tanto da essere arruolato da Eazy E per far parte dell'album di debutto degli N.W.A, Straight Outta Compton, e poi nello stesso gruppo per il periodo in cui Ice Cube fu lontano dal gruppo, a Phoenix. Stupiti delle qualità del giovane MC, gli N.W.A decisero di arruolarlo definitivamente.
D.O.C. così realizzò anche il suo album di debutto No One Can Do It Better del 1989, anche grazie alla parte di produzione curata da Dr. Dre. Ma poco dopo l'uscita del disco il rapper fu vittima di un grave incidente in auto che gli danneggiò le corde vocali e di conseguenza la voce, episodio negativo che non gli consentì di continuare la sua carriera come performer.
Tuttavia Dre lo arruolò come scrittore di liriche grazie al suo talento immutato nonostante il grave incidente, nell'album The Chronic, contribuì alle tracce Lil' Ghetto Boy, A Nigga Witta Gun e Bitches Ain't Shit, ciò viene ricordato anche dallo stesso Dre "I wantto give a special shout out to The D.O.C. for talking me into doin' this album.". The D.O.C. ha poi anche lavorato all'album di debutto di Snoop Dogg, Doggystyle
Successivamente D.O.C. provò a tornare sulla scena come rapper sebbene la voce risultasse alterata, l'uscita di Helter Skelter dopo il suo trasferimento ad Atlanta non fu un gran successo ed anzi creò delle tensioni con Dre, che non aveva creduto nel progetto. Successivamente i due si riconciliarono, anche se D.O.C. decise di abbandonare la carriera di rapper preferendo quella di paroliere, in cui spicca tuttora, paragonato addirittura ad artisti come Rakim e KRS-One.

## Discografia
- 1989 - No One Can Do It Better, Ruthless Records
- 1996 - Helter Skelter, Giant Records
- 2003 - Deuce, Silverback Entertainment

### Altre apparizioni
- 1989 - N.W.A's "Parental Discretion Is Advized" - Straight Outta Compton, Ruthless Records
- 1996 - Dr. Dre's "Bridgette" - First Round Knock Out, Triple X Records
- 1993 - Dr. Dre's "The $20 Sack Pyramid" w/ Big Tittie Nickie, Snoop Dogg, Samara - The Chronic, Death Row Records
- 2005 - "West Side Ridah" w/ Snoop Dogg & Eazy-E - Tribute To the Compton Original Hip Hop Thugsta, Big & Blue Entertainment
- 2023 - “This is crime wave” the codefendants